# Rafael Terol Maluenda
Rafael Terol Maluenda (Alacant, 14 de maig de 1842 - 13 de gener de 1902) fou un empresari i polític valencià, alcalde d'Alacant i diputat a les Corts Espanyoles durant la restauració borbònica.

## Biografia
Estudià a l'Institut d'Alacant i es dedicà al comerç de ferro i a la construcció. Fou membre del Partit Progressista i va participar en la revolució de 1868, després la qual fou regidor de l'ajuntament d'Alacant i diputat provincial per Elx el 1875, 1877, 1883 i 1886. El 1883-1884, endemés, fou president de la Diputació d'Alacant. El 1882 també ingressà a la maçoneria, concretament en la Lògia Constante Alona.
Fundador del Cercle Liberal d'Alacant el 1872, participà en la fundació del Partit Constitucional (assemblea de Madrid de [1875]), però després ingressà al nou Partit Liberal, del que en fou vicepresident del comitè provincial d'Alacant del 1878 al 1886. Des de 1886 presentà la seva candidatura com a diputat, però no fou escollit fins a les eleccions generals espanyoles de 1893, 1898 i 1901.
El 1887-1891 fou escollit alcalde d'Alacant, i durant el seu mandat va acabar el passeig de l'Esplanada, va instal·lar un Laboratori Químic Municipal i una Acadèmia de Música Municipal, alhora que s'enfrontava al governador civil. també fou president del Casino i director de la Caixa d'Estalvis d'Alacant. La seva amistat amb Sagasta el va fer mantenir-se en la política, malgrat els enfrontaments amb altres faccions liberals procedents dels republicans possibilistes.